# ラスト ラブ
『ラスト ラブ』（Last Love）は、杏里27枚目のシングル。1991年11月21日発売。発売元はフォーライフ・レコード。

## 解説
日本テレビ系土曜グランド劇場『結婚しないかもしれない症候群』の主題歌。
本シングル発売からまもなく、ベスト・アルバム『MY FAVORITE SONGS 2』が発売になった。CDジャケットでの本人肖像は、本シングルジャケットのものと同じである。

## 収録曲
1. ラスト ラブ
  - 作詞・作曲：ANRI 編曲：小倉泰治

NTV系テレビドラマ・土曜グランド劇場『結婚しないかもしれない症候群』主題歌
2. ラスト ラブ -Original Karaoke-
3. プライベートSold out -Remix-
  - 作詞: 吉元由美 、作曲: ANRI 、編曲: 小倉泰治

## 関連作品
- MY FAVORITE SONGS 2
- ANRI Pure Best